# Championnat de Finlande féminin de football 2023
Navigation
Édition précédente Édition suivante
Le championnat de Finlande féminin de football 2023 est la 53e édition du championnat de Finlande féminin.
Le tenant du titre, Kuopion Palloseura remporte en fin de saison son troisième championnat d'affilée et réalise le doublé en remportant également la Coupe de Finlande,.

## Format
Le championnat à 10 équipes se déroule par match aller-retour soit dix-huit rencontres, neuf à domicile et neuf à l'extérieur, dans une première phase. Les six meilleures équipes se retrouvent dans la poule championnat, et les autres dans une poule de relégation.

## Participants
| Club                      | Ville     | Classement 2022 |
| ------------------------- | --------- | --------------- |
| Kuopion Palloseura        | Kuopio    | 1               |
| Helsingin Jalkapalloklubi | Helsinki  | 2               |
| Åland United              | Mariehamn | 3               |
| PK-35 Vantaa              | Vantaa    | 4               |
| PK-35 Helsinki            | Helsinki  | 5               |
| Helsingin Palloseura      | Helsinki  | 6               |
| FC Honka                  | Espoo     | 7               |
| FC Ilves Tampere          | Tampere   | 8               |
| Oulu Nice Soccer          | Oulu      | 9               |
| Turun Palloseura          | Turku     | Promu           |

## Compétition

### Première phase
Le barème utilisé pour établir le classement est le suivant : 3 points pour une victoire, 1 point pour un match nul et 0 point pour une défaite.
| Rang | Équipe         | Pts | J  | G  | N | P  | Bp | Bc | Diff |
| ---- | -------------- | --- | -- | -- | - | -- | -- | -- | ---- |
| 1    | KuPS T,C       | 46  | 18 | 15 | 1 | 2  | 66 | 16 | +50  |
| 2    | Åland United   | 39  | 18 | 13 | 0 | 5  | 52 | 23 | +29  |
| 3    | HJK            | 37  | 18 | 12 | 1 | 5  | 41 | 18 | +23  |
| 4    | Honka          | 33  | 18 | 10 | 3 | 5  | 22 | 16 | +6   |
| 5    | PK-35 Vantaa   | 28  | 18 | 7  | 7 | 4  | 24 | 31 | -7   |
| 6    | HPS            | 24  | 18 | 7  | 3 | 8  | 32 | 25 | +7   |
| 7    | Ilves          | 17  | 18 | 4  | 5 | 9  | 21 | 40 | -19  |
| 8    | TPS P          | 15  | 18 | 4  | 3 | 11 | 16 | 37 | -21  |
| 9    | PK-35 Helsinki | 14  | 18 | 3  | 5 | 10 | 13 | 37 | -24  |
| 10   | ONS            | 3   | 18 | 1  | 0 | 17 | 14 | 58 | -44  |

|  | Qualification pour la poule championnat                                                    |
|  | (T) Tenant du titre (C) Vainqueur de la Coupe de Finlande (P) : Promu de deuxième division |

### Poule championnat
| Rang | Équipe       | Pts | J  | G  | N | P  | Bp | Bc | Diff |
| ---- | ------------ | --- | -- | -- | - | -- | -- | -- | ---- |
| 1    | KuPS T,C     | 56  | 23 | 18 | 2 | 3  | 83 | 25 | +58  |
| 2    | HJK          | 49  | 23 | 16 | 1 | 6  | 53 | 25 | +28  |
| 3    | Åland United | 43  | 23 | 14 | 1 | 8  | 62 | 33 | +29  |
| 4    | Honka        | 42  | 23 | 13 | 3 | 7  | 28 | 23 | +5   |
| 5    | HPS          | 31  | 23 | 9  | 4 | 10 | 42 | 39 | +3   |
| 6    | PK-35 Vantaa | 29  | 23 | 7  | 8 | 8  | 29 | 44 | -15  |

|  | Vainqueur et qualifié pour la Ligue des champions 2024-2025                                |
|  | (T) Tenant du titre (C) Vainqueur de la Coupe de Finlande (P) : Promu de deuxième division |

### Poule relégation
| Rang | Équipe         | Pts | J  | G | N | P  | Bp | Bc | Diff |
| ---- | -------------- | --- | -- | - | - | -- | -- | -- | ---- |
| 7    | Ilves          | 33  | 24 | 9 | 6 | 9  | 34 | 44 | -10  |
| 8    | PK-35 Helsinki | 22  | 24 | 5 | 7 | 12 | 26 | 42 | -16  |
| 9    | TPS P          | 18  | 24 | 4 | 6 | 14 | 18 | 46 | -28  |
| 10   | ONS            | 9   | 24 | 3 | 0 | 21 | 21 | 75 | -54  |

|  | Relégué en D2                                                                              |
|  | (T) Tenant du titre (C) Vainqueur de la Coupe de Finlande (P) : Promu de deuxième division |